# 久喜の提灯祭り・天王様
久喜の提灯祭り・天王様（くきのちょうちんまつり・てんのうさま）は、埼玉県久喜市で行われている旧久喜町の鎮守である八雲神社の祭礼である。

## 概要
この祭礼期間は毎年7月12日から7月18日までであるが、山車が曳き廻されるのは12日と18日のみである。18日という日にちについては、天明の大噴火の日が7月8日であったため、10日遅れで7月18日に執り行われるようになったと伝わっている。山車の曳き廻しは「久喜八雲神社の山車行事」として平成16年（2004年）4月1日に久喜市無形民俗文化財に指定されている。また、表記する際に「提燈祭り」と綴られることもある。久喜市内ではこの他、上清久地区にて「上清久の天王様」が山車3台にて行われている。

## 由来
天明3年（1783年）の浅間山の大噴火で、桑をはじめ夏作物が全滅したことによる生活苦・社会不安などを取り除くため、本町の宮本家の氏神である愛宕様の祭礼用の山車を借用し、曳き回して豊作を祈願したのが始まりと伝えられているが、流行病が広まった為に始まったとも伝えられている。祭典行事が特に盛り上がりを見せたのは明治20年代後半であるとされている。当時の様子は千勝神社の絵額に記録されている。

## 山車
8町内から8台の山車が繰り出される。廻り舞台形式の屋台形山車で、各町内ともほぼ同様な形態である。昼間は伝説・歴史上の人物の人形を山車の上に飾り立て町内を曳き廻す。夜間は、人形を取りはずし、山車の四面に四百数十個の提灯を飾りつけた提灯山車となる。その山車の様子は関東一とも言われる。この祭りは喧嘩祭りとしての側面もあり、かつては勇ましく山車同士をぶつけ合い各町内の繁栄を競い合っていた。現在でも山車を急接近させたり、ぶつけたりする。なお、提灯の光源には現在でもろうそくを使用している。

### 関係する町名
| 旧町名           | 現在の町名                                               |
| ---------------- | -------------------------------------------------------- |
| 本一（ほんいち） | 本町2丁目・4丁目・5丁目・6丁目                           |
| 本二（ほんに）   | 本町1丁目・2丁目                                         |
| 本三（ほんさん） | 本町1丁目・2丁目・3丁目 久喜中央3丁目・4丁目・南5丁目    |
| 仲町（なかまち） | 久喜中央3丁目・4丁目                                     |
| 新一（しんいち） | 久喜中央1丁目・4丁目                                     |
| 新二（しんに）   | 久喜中央2丁目・3丁目 南1丁目・2丁目・3丁目・4丁目・5丁目 |
| 東（あづま）     |                                                          |
| 東一（とういち） |                                                          |

東町については久喜駅東口地区のうち、旧久喜町下村分（住居表示以前の大字久喜新字下村など、現在の久喜東1丁目・5丁目付近）・太田村・江面村を含み、この下村分が「東一」となり、氏子となっている。

### 昼間に飾られる人形
| 町名               | 人形                             |
| ------------------ | -------------------------------- |
| 本一（ほんいち）   | 素戔嗚尊（スサノヲノミコト）     |
| 本二（ほんに）     | 武内宿禰（タケノウチノスクネ）   |
| 本三（ほんさん）   | 神功皇后（ジングウコウゴウ）     |
| 仲町（なかまち）   | 織田信長（オダノブナガ）         |
| 志ん一（しんいち） | 日本武尊（ヤマトタケルノミコト） |
| 志ん二（しんに）   | 神武天皇（ジンムテンノウ）       |
| 東（あづま）       | 素戔嗚尊（スサノヲノミコト）     |
| 東一（とういち）   | 鍾馗（ショウキ）                 |

## 会場
八雲神社の祭礼であるが、神社自体が久喜駅西口至近に位置するため、事実上、久喜駅西口周辺が会場となり、祭りの最後には久喜駅西口に各町内の山車が全て集結する。また、旧市街地を通る久喜駅前通り（県道六万部久喜停車場線旧道）には久喜市の道路愛称名として「提灯祭り通り」の名が付されている。